# Эштрейтинью
Эштрейтинью (порт. Estreitinho), или Морру-душ-Оменьш (Morro dos Homens), — высочайшая вершина острова Корву, Азорские острова, Португалия. Она достигает 718 м (или 720 м) и расположена на южной кромке кальдеры Калдейран острова. Является частью центрального вулкана острова.
Названия вершины, Эштрейтинью (в переводе с порт. — «узенький») и Морру-душ-Оменьш («холм людей»), часто используются как синонимы, хотя иногда их применяют для обозначения разных вершин. Морру-душ-Оменьш обычно называют другую, более низкую вершину.
Помимо Эштрейтинью, гора Монти-Горду (Monte Gordo), на которой расположена кальдера, включает следующие вершины: Короя-ду-Пику, Ломба-Редонда, Эшпиганзинью, Серрау-Алту, Морру-да-Фонти.